# Јетинген-Шепах
Јетинген-Шепах (њем. Jettingen-Scheppach) град је у њемачкој савезној држави Баварска. Једно је од 34 општинска средишта округа Гинцбург. Према процјени из 2010. у граду је живјело 6.684 становника. Посједује регионалну шифру (AGS) 9774144.

## Географски и демографски подаци
Јетинген-Шепах се налази у савезној држави Баварска у округу Гинцбург. Град се налази на надморској висини од 470 метара. Површина општине износи 54,1 km². У самом граду је, према процјени из 2010. године, живјело 6.684 становника. Просјечна густина становништва износи 124 становника/km².

## Међународна сарадња
| Мјесто | Држава    | Врста сарадње | Од    |
| ------ | --------- | ------------- | ----- |
| Чолнок | Мађарска  | партнерство   | 1992. |
|        | Француска | партнерство   | 1976. |
| Извор  |           |               |       |